# 塔 (塔羅牌)
塔，是塔羅牌中大阿爾克那的其中一張，牌號為XVI (16)。這張牌很多時亦令人聯想到《聖經》中巴別塔的故事。有著失敗，崩潰的意思。數字上就是6 (VI)的延續，參照戀人牌，牌面都是二個人，但戀人中二人真心相愛而備受天使祝福，而塔上二人則挑戰上蒼而得報應。而1+6=7，參照戰車牌，運用力量得宜最終會戰勝，反之，以人力挑戰上天則必然導致失敗。

## 牌面
牌面描繪山上一座被雷電擊中的高塔著火。二個人在高塔上跌下來，火花合共22點，象徵二十二張大阿爾克那。

## 牌義
很多時大阿爾克那的牌義都是之前一張牌的延續。惡魔牌象徵的自我束縛到了塔成為了自我改進。問卜者很有可能在短期內遇到巨大變動，但這種破壞很有可能帶來更好的建設。
通常塔是代表從根基開始損壞。
所有牌中，只有這一張牌正逆位的意思都是不好的。
關鍵詞：惡夢、災難、不幸、失控、崩潰、毀壞。